# Servische Campagne
De Servische Campagne werd uitgevochten vanaf september 1915, toen de centrale mogendheden Servië binnenvielen.
Het Servische leger, dat op zijn hoogtepunt ongeveer 420.000 soldaten telde, kromp sterk en telde er nog maar 100.000 man tijdens de bevrijding. Het koninkrijk Servië heeft circa 1.100.000 inwoners verloren tijdens deze oorlog, dit was meer dan 27% van de totale bevolking.

## Voorspel
Tegen het begin van 1915, hadden de Serviërs twee Oostenrijks-Hongaarse aanvallen op hun land afgeslagen. De centrale mogendheden zonnen op wraak. Een volledige, succesvolle verovering van Servië was echter, volgens de Duitse stafchef Erich von Falkenhayn, enkel mogelijk met Bulgaarse hulp. Op 6 september konden ze het koninkrijk Bulgarije uiteindelijk overtuigen binnen de 35 dagen de oorlog aan Servië te verklaren, in ruil voor een forse gebiedsuitbreiding ten voordele van Bulgarije. Deze beslissing werd versterkt door het Duits-Oostenrijkse succes tussen Gorlice en Tarnow tegen de Russen en de Britse nederlaag bij Galipoli. Als Servië daarna veroverd werd, was een rechtstreekse verbinding met het spoor tussen het Duitse Keizerrijk en het Ottomaanse Rijk mogelijk. Hierdoor zou men over de mogelijkheid beschikken materieel en troepen te sturen om de Ottomanen te helpen.

## De legers

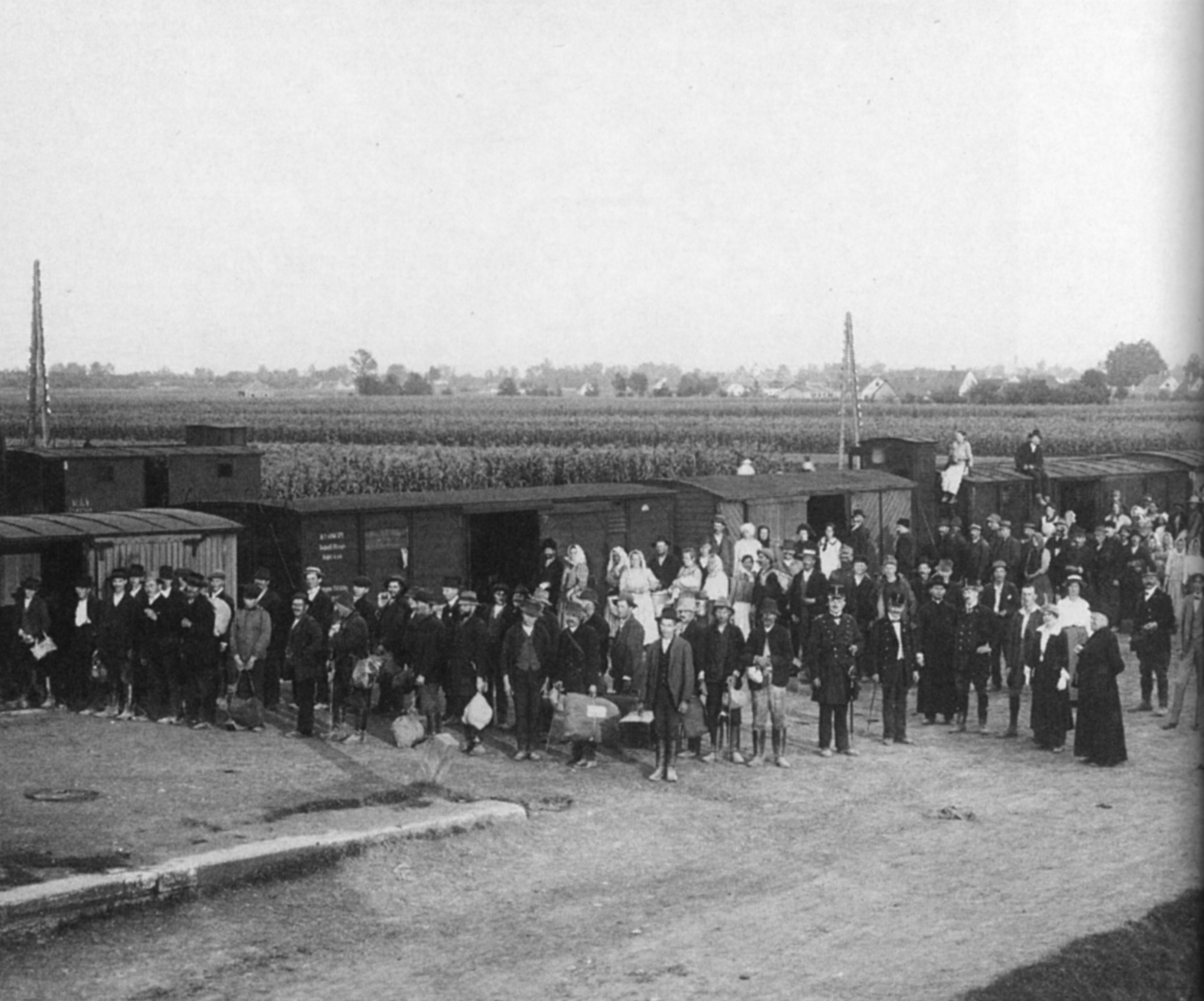
Vluchtelingen uit Servië, 1914

Tijdens de voorgaande negen maanden hadden de Serviërs geprobeerd, en gefaald, hun gehavende legers op te lappen en de verdedigingswerken te verbeteren. Ondanks grote inspanningen was het Servische leger sinds het begin van de oorlog slechts 30.000 man groter geworden (tot ongeveer 255.000 man) en was het slecht uitgerust. Groot-Brittannië en Frankrijk bespraken de mogelijkheid om troepen te sturen voor de Serviërs te helpen, maar er werd niets ondernomen, tot het te laat was. Toen Bulgarije begon te mobiliseren stuurden de Britten en de Fransen twee divisies, maar ze kwamen niet verder dan het Griekse Thessaloniki. Tegenover de Servische troepen stond het Bulgaarse Eerste Leger (Kliment Boyadzhiev), het Duitse Elfde Leger (Max von Gallwitz) en het Oostenrijks-Hongaarse Derde Leger (Hermann von Kövess Kövessháza), dit onder de algehele supervisie van veldmaarschalk August von Mackensen. Het Bulgaarse Tweede Leger (Georgi Todorov) bleef onder het eigen opperbevel en zou Macedonië veroveren.

## Verloop
De Oostenrijk-Hongaren en de Duitsers startten hun aanval op 7 oktober, met de oversteek van de Drina en de Sava, gedekt door zwaar artillerievuur. Zodra ze ook de Donau waren overgestoken, kwamen Duitse en Oostenrijks-Hongaarse troepen terecht in Belgrado. Hevige straatgevechten volgden. De Serviërs werden uiteindelijk op 9 oktober uit hun hoofdstad verdreven.
Daarna, op 14 oktober, viel het Bulgaarse leger langs twee richtingen aan. De noordelijke vleugel avanceerde richting Nisj en de zuidelijke vleugel rukte op naar Skopje. Het Bulgaarse Eerste Leger versloeg het Servische Tweede Leger in de Slag aan de Morava, terwijl het Bulgaarse Tweede Leger de Serviërs versloeg in de Slag bij Ovche Pole. Door deze Bulgaarse overwinningen werd de positie van het Servische leger onhoudbaar. Het belangrijkste leger, noordelijk gelegen, rond Belgrado, kon ofwel terugtrekken, ofwel omsingeld worden. Tijdens het Kosovo-offensief startten de Serviërs een wanhopige poging om contact te maken met de twee geallieerde divisies in Thessaloniki. Vanwege de onophoudelijke Bulgaarse tegenaanvallen in het zuiden lastte de Servische generaal Radomir Putnik het offensief af.
Putnik beval een algehele terugtocht, in het zuiden en het westen door Montenegro en Albanië. Het weer was verschrikkelijk, de wegen slecht, en het leger moest de tienduizenden vluchtelingen die met hen meegingen, helpen met hun laatste voorraden. Aangezien de Centralen niet de moeite deden om een groot offensief op te zetten om ook deze terugtocht te vermijden, waren de Serviërs in staat de Adriatische kust te bereiken. Geallieerde transportschepen vervoerden hen naar het Griekse eiland Korfoe, in afwachting van een verplaatsing naar Thessaloniki. De evacuatie werd op 10 februari afgerond. 

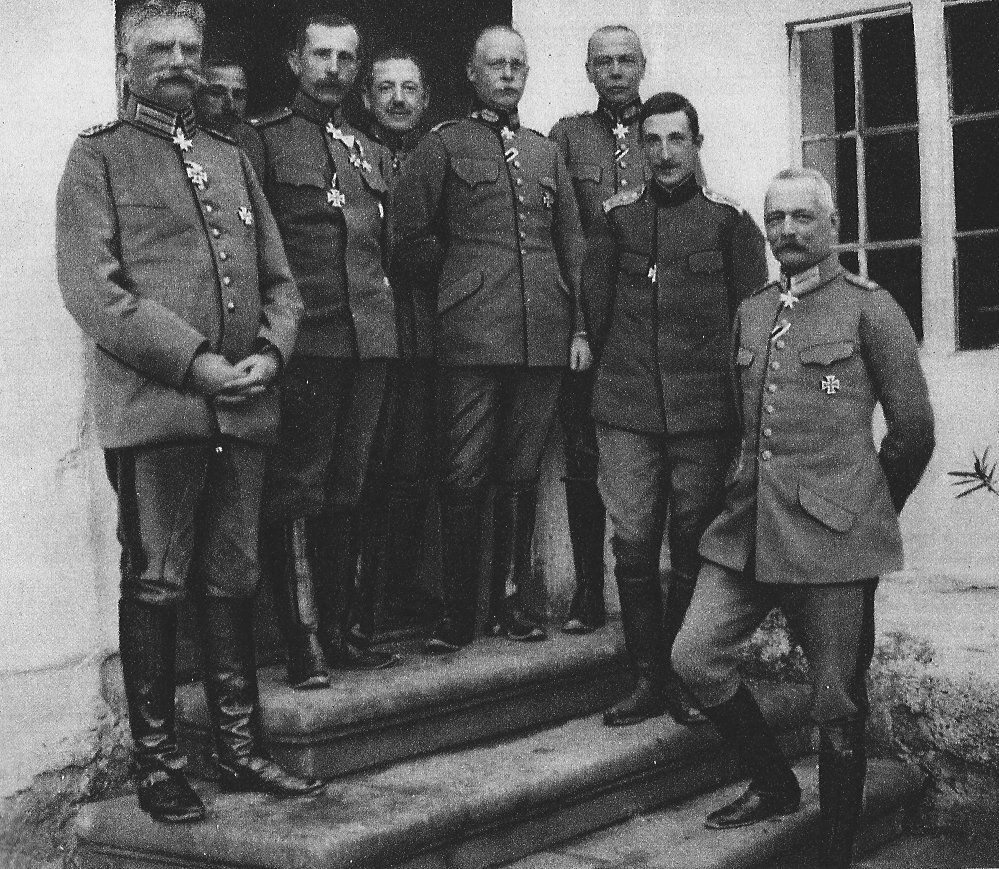
De overwinnaars van links naar rechts: August von Mackensen, Nikola Zhekov, Petar Ganchev, Gerhard Tappen, Hans von Seeckt, Boris III van Bulgarije en Erich von Falkenhayn

De overlevenden waren zodanig verzwakt dat velen van uitputting stierven, weken na hun redding. Hoewel maarschalk Putnik gedurende de hele tocht gedragen werd, stierf ook hij iets meer dan een jaar later in een ziekenhuis in Frankrijk.
In oktober 1915 startten de Brits-Franse troepen de opmars naar Servië, vanuit Thessaloniki onder bevel van de Franse generaal Maurice Sarrail. Het Britse opperbevel was echter terughoudend om diep in Servië te opereren, waardoor de Fransen alleen langs de rivier de Vardar avanceerden. Deze opmars gaf beperkte hulp aan het terugtrekkende Servische leger: de Bulgaren moesten bijvoorbeeld enkele troepen sturen om de Fransen tegen te houden. Tegen het einde van november besloot generaal Sarrail zijn leger, geteisterd door hevige Bulgaarse aanvallen, zijn mannen bij de Britse eenheden te voegen, die zich ook terugtrokken.
Tegen 12 december waren alle geallieerde troepen terug in Griekenland.
De troepen van de Servische bondgenoot Montenegro gingen niet in ballingschap, maar besloten hun land te verdedigen. De Oostenrijkers lanceerden een offensief tegen de Montenegrijnen op 5 januari 1916. De Montenegrijnen vochten dapper, maar ondanks enkele successen werden ze binnen twee weken volledig verslagen.
Geheel Servië, Macedonië, Montenegro en Albanië werden door de Centralen bezet tot de finale geallieerde overwinning in 1918.